# العبودية في لبنان
كانت العبودية موجودة في أراضي لبنان الحديث حتى القرن العشرين. وألغاها الفرنسيون رسميا في عام 1931. وينحدر العديد من أفراد الأقلية الأفريقية العربية من العبيد السابقين. وحل محل عبودية الأشخاص من أفريقيا وشرق آسيا نظام الكفالة الحديث للعمال الفقراء من نفس المنطقة التي كان يتم فيها استيراد العبيد سابقا.

## التاريخ
تاريخيا انعكست مؤسسة العبودية في منطقة لبنان اللاحق في مؤسسة العبودية في الخلافة الراشدة (632-661) والعبودية في الخلافة الأموية (661-750) والعبودية في الخلافة العباسية (750-1258) والعبودية في سلطنة المماليك (1258-1517) وأخيرا العبودية في الإمبراطورية العثمانية (1517-1918).

### لبنان العثماني
كان لبنان تابعا للإمبراطورية العثمانية في الفترة من 1516 إلى 1920. وكان يتم استيراد العبيد الأفارقة من تجارة الرقيق في البحر الأحمر عبر دمشق ومن تجارة الرقيق عبر الصحراء الكبرى عبر مصر كما كان هناك استيراد صغير للنساء القوقازيات (الشركسيات في الغالب) للأثرياء. وكان يتم استخدام الأولاد الخصيان والإماء للخدمة المنزلية في الأسر الخاصة (الحريم).
أصدرت الإمبراطورية العثمانية مراسيم لتقييد تجارة الرقيق والعبودية وحظرها تدريجيا بين عامي 1830 و1909 لكن هذه القوانين لم تطبق بصرامة في المقاطعات العثمانية.
قدمت الإمبراطورية العثمانية قوانين لإلغاء تجارة الرقيق تدريجيا في القرن التاسع عشر (1830-1909) لكن هذه القوانين لم تنفذ في المقاطعات العثمانية. وبحلول سبعينيات القرن التاسع عشر كانت سوق الرقيق في بيروت تدار بعيدا عن أعين الجمهور وتتكون بشكل أساسي من الاستيراد الخاص والبيع الخاص. في عام 1877 كان هناك حوالي 4500 "زنجية" في الأسر المسلمة الخاصة في بيروت بمعدل 450 يتم استيرادها سنويا بالإضافة إلى حوالي 100 امرأة بيضاء (شركسية) كل عام.

### الإلغاء
انتهت العبودية العلنية عمليا عندما تحول لبنان وسوريا إلى الانتداب الفرنسي على سوريا ولبنان (1923-1946) وفي 20 يوليو 1931 صادقت فرنسا على اتفاقية العبودية لعام 1926 نيابة عن كل من سوريا ولبنان والتي تم تنفيذها في 25 يونيو 1931.
العديد من أعضاء الأقلية الأفرو-لبنانية هم من نسل العبيد السابقين. بعد إلغاء العبودية تم توظيف العمال المهاجرين الفقراء بموجب نظام الكفالة والذي تم مقارنته بالعبودية.

## بعد الإلغاء
قبل بدء الحرب الأهلية اللبنانية كانت الفتيات الصغيرات اللواتي تتراوح أعمارهن بين عشر سنوات وما فوق واللواتي ينتمين إلى أسر لبنانية فقيرة أو من بلدان أخرى مثل سوريا وفلسطين ومصر يعملن في الأسر اللبنانية. وكان والدا الفتاة يحصلان على راتبهما سنويا على الرغم من أن الفتيات ظللن مع أصحاب عملهن حتى تزوجن. وبعد بداية الحرب الأهلية اللبنانية قررت العديد من العاملات المنزليات العربيات المغادرة بسبب التدهور الاقتصادي العام وأزمة الأمن. وهذا بدوره ترك فجوة في القوى العاملة المنزلية في البلاد. حدث تغيير في الوضع مع وصول العمال المهاجرين الأفارقة والآسيويين. وصل المهاجرون الأوائل في أواخر السبعينيات. في البداية كانت أعلى نسبة من العمال المهاجرين من الذكور حتى الثمانينيات وأوائل التسعينيات عندما أصبح من الواضح أن زيادة تأنيث قوة العمل المهاجرة.
وصل المهاجرون ومعظمهم من سريلانكا والفلبين معا في مجموعات كبيرة من خلال قنوات غير قانونية وشبه قانونية.

### نظام الكفالة
ينطوي نظام الكفالة على كفيل يتحمل المسؤولية القانونية عن عاملة منزلية مهاجرة خلال فترة العقد مما يجعل العاملة تعتمد على الكفيل. نظام الكفالة غير ملزم قانونا في لبنان لأن مسئولو التوظيف لا يمكنهم أن يكونوا كفلاء. بدلا من ذلك يتكون النظام من عدد من اللوائح الإدارية والممارسات العرفية والمتطلبات القانونية التي تربط العاملة بمسئول التوظيف مؤقتا. بمجرد وصولها إلى لبنان يتم تعيين عاملة منزلية مهاجرة لدى صاحب عمل. لا يجوز للعامل تغيير صاحب العمل أو خرق شروط العقد ما لم يوقع صاحب العمل على تنازل عن العقد. يجب أن يتم ذلك قبل أن يصدر كاتب العدل والسلطات اللبنانية إفراجا رسميا. يصبح العامل غير قانوني إذا غادر دون موافقة كفيله والإفراج الرسمي من السلطات. قالت هيومن رايتس ووتش إن نظام الكفالة في لبنان يعرض العمال لخطر الاستغلال والإساءة بينما قالت المنظمة الدولية المناهضة للعبودية إن النظام هو أحد الأسباب الرئيسية لضعف العمال المهاجرين. يعني نظام الكفالة أن كفيل عاملة المنزل المهاجرة مسؤول قانونا عن المهاجرة ثم تنتقل مسؤولية الدولة عن "مراقبة الأجانب" إلى صاحب العمل.
في أبريل 2019 حثت منظمة العفو الدولية الحكومة اللبنانية على إنهاء نظام الكفالة الذي أدى إلى إساءة معاملة الآلاف من عاملات المنازل في الدولة المطلة على البحر الأبيض المتوسط.
بتعليق تنفيذ عقد موحد جديد وجه مجلس شورى الدولة في لبنان ضربة قوية لحقوق العاملات المنزليات المهاجرات. فقد سمح العقد الجديد للعاملات بإنهاء عقودهن دون موافقة صاحب العمل الأمر الذي أدى إلى تفكيك جانب مسيء رئيسي من نظام الكفالة.